# Ivano Maffei
Ivano Maffei (* 24. September 1958 in San Miniato) ist ein ehemaliger italienischer Radrennfahrer und nationaler Meister im Radsport.

## Sportliche Laufbahn
Maffei war im Bahnradsport und im Straßenradsport erfolgreich. 1976 wurde er mit Corrado Donadio, Gianni Giacomini und Alessandro Primavera Junioren-Weltmeister im Mannschaftszeitfahren und siegte er im Giro della Lunigiana.
Er war Teilnehmer der Olympischen Sommerspiele 1980 in Moskau. In der Mannschaftsverfolgung belegte der Vierer aus Italien in der Besetzung Pierangelo Bincoletto, Guido Bontempi, Ivano Maffei und Silvestro Milani den 4. Platz. Im Mannschaftszeitfahren kam Italien mit Mauro De Pellegrini, Gianni Giacomini, Ivano Maffei und Alberto Minetti auf den 5. Platz.
Als Amateur gewann er 1978 den Grand Premio La Torre, Grand Premio Poggio alla Cavalla, die Trofeo dell’Unità und 1980 weitere Rennen.
1978, 1979 und 1981 bestritt er das Mannschaftszeitfahren bei den UCI-Straßen-Weltmeisterschaften. Von 1976 bis 1978 wurde er nationaler Meister im Mannschaftszeitfahren.
Bei den Mittelmeerspielen 1979 gewann er mit Mauro De Pellegrini, Gianni Giacomini und Alberto Minetti die Goldmedaille im Mannschaftszeitfahren.
1982 wurde er Berufsfahrer im Radsportteam Del Tongo. Ende 1983 beendete er nach ausbleibenden Erfolgen mit 25 Jahren seine Laufbahn.